# Csontritkulás
A csontritkulás a görög „oszteoporószisz” szó fordítása (οστούν: csont, πόρος: pórus; szó szerint: „csontlyukasodás”/„a csont porózussá válása”). A kifejezés arra utal, hogy a csontképződés lelassul,leépülése fokozódik, ezért a csontozat mennyisége csökken, az összetétele pedig romlik. A folyamat fokozott csonttörési kockázattal jár.

## A csontritkulás kialakulásának okai

### Életkor
- Az osteoporosis kialakulása a test öregedésének a következménye. Mértékét nagyban befolyásolja, hogy az első 40 év alatt milyen minőségű csontozat alakult ki, illetve hogy 30 éves kor fölött milyen ütemű a leépülés.
- A csontok anyagcseréje, a csontszövetek megújulása természetes folyamat, a törések összeforrásának is ez a feltétele. A csontritkulás akkor kezdődik, ha a csontépülés mértéke nem éri el a lebomlásét.
- Mivel a csontanyagcsere a puhább részeken nagyobb mértékű, mint a keményebb külső rétegekben, ezért az osteoporosis először a nagyobb szivacsos állománnyal rendelkező csontokban jelentkezik. Emiatt olyan gyakori idős korban például a combnyak-, a csigolya- és a csuklótörés.
- Minél öregebb valaki, annál nagyobb a valószínűsége a csontritkulásnak, következésképpen az életkor előrehaladtával egyenes arányban nő a mind nehezebben gyógyuló csonttörések kockázata.

### Hormonszint változás
- A csontépítésért elsősorban a nemi hormonok, különösen az ösztrogén, a felelősek. Ebből következőleg a csontritkulás kialakulása a hormontermelés csökkenésével van összefüggésben.
- Minél korábban kezdett menstruálni egy nő, és minél szabályosabb volt a klimax előtt a havi ciklusa, annál kisebb a kockázata a csontritkulás kialakulására.
- Természetesen a kevés tesztoszteront termelő férfiak is veszélyeztetettebbek a normális mennyiségű nemi hormonnal rendelkező embertársaiknál.

### Betegségek
Az idős életkor mellett a csontritkulás másodlagos okai egyéb egészségi problémák is lehetnek, leginkább olyanok, amelyek a hormonszint mennyiségével vagy a csontozat felépítésével állnak összefüggésben, de más betegségek és bizonyos műtéti beavatkozások is növelhetik a kockázatot. 
- anorexia nervosa: kóros koplalás
- bulimia: kóros falánkság, általában az étkezést követő hányással
- D-vitamin- és kalcium- vagy magnéziumhiány
- K-vitamin hiány
- gyomorbetegség, gyomorműtét
- emésztési és felszívódási zavarok
- a pajzsmirigy és a mellékpajzsmirigy működési zavarai és a hormonháztartást befolyásoló különféle betegségek
- a mellékvesekéreg túlműködése
- csontvelő-betegségek
- autoimmun betegségek
- ízületi gyulladás
- a mozgásképesség elvesztése
- daganatos megbetegedések (leginkább emlő-, petefészek-, csont-, prosztata- és gyomorrák)
- Cushing-szindróma
- alkoholizmus
- bizonyos gyógyszeres kezelések (hosszan tartó szteroid-kúra, kemoterápia, vízhajtók szedése stb.)
- a klimax előtti petefészek-eltávolítás
- depresszió

### Öröklődés
Egyértelműen bizonyított tény, hogy a csontritkulás kockázata összefügg a hozott gének minőségével. Akinek a szülei, nagyszülei osteoporosisban szenvedtek, annak jóval nagyobb esélye van a csontritkulásra.

### Testalkat
Minél soványabb és alacsonyabb valaki, általában annál vékonyabb a csontozata is. Hogyha kisebb a kiindulási csonttömeg, akkor a leépülés gyorsabban megy végbe. Ezért vannak nagyobb veszélyben a „törékeny” testalkatú emberek.

### Életmód
- Dohányzás

A dohányzás visszafogja az ösztrogéntermelést és a kalciumfelszívódást, ezért sok más egészségi kockázata mellett a csontritkulás előfordulásának arányát is növeli.
- Túlzott mértékű alkoholfogyasztás

A férfiaknál ez az osteoporosis leggyakoribb oka. A sok alkohol ugyanis csökkenti a csontképzést és a kalciumfelszívó képességet, ezen kívül vízhajtó hatása miatt is kalciumvesztést okoz. 
- Mozgás

A rendszeres sportolás erősíti a csontokat és fokozza a csontképződést, a mozgásszegény életmód viszont nagy mértékben gyorsítja a csontozat leépülését. Ügyelni kell viszont arra, hogy már kialakult súlyos osteoporosis esetén a megerőltető edzések könnyen csonttörést okozhatnak. A csontritkulásban szenvedőknek óvatos gyógytornával szabad csak növelniük a mindennapi mozgás mennyiségét. 
- Üdítőital-fogyasztás

Az üdítőitalok előállításához használt foszforsav felerősíti a D-vitamin- és kalciumhiány csontozatra gyakorolt negatív hatását. Önmagában nem igaz az a tévhit, hogy a szénsavas üdítők „kimossák a csontból a kalciumot”, de a meglévő hiánytüneteket fokozzák. Ezért a rendszeres fogyasztóknak mindenképpen gondoskodniuk kell a megfelelő kalcium- és D-vitamin-bevitelről, amennyiben el szeretnék kerülni a csontritkulás nagyobb kockázatát.

## Nemi megoszlás
A csontritkulásra visszavezethető törések kb. kétszer gyakrabban fordulnak elő nőkkel, mint férfiakkal. Ennek egyik oka, hogy a klimax után a női hormon termelése sokkal nagyobb mértékben csökken a tesztoszteronénál, a másik, hogy a férfiak átlagéletkora alacsonyabb a nőkénél. Ezen kívül a férfiak csontozata általában eleve erősebb, vastagabb. Az idős nőknek körülbelül egyharmada, a férfiaknak csak mintegy hatoda szenved osteoporosisban. Egészen más eredményt kapunk viszont, ha csupán a 75 év feletti öregeket vizsgáljuk: ekkorra már nincs számottevő különbség a nemi megoszlás tekintetében.

## Tünetek
Az osteoporosisnak kezdetben nincsenek tünetei. Az első látható jelek általában a csonttörések, csak jóval később, már előrehaladott állapotban, a csontozat mintegy 30%-ának elvesztése után alakul ki a feltűnően jellegzetes testtartás: a csigolyák megroppanása következtében az érintett emberek veszítenek testmagasságukból, hátuk meggörnyed, a hasuk és a mellkasuk függőleges irányban összenyomódik, esetenként púpossá válhatnak.

## Veszélyek
A testi változások komoly hátfájdalommal járhatnak, ezen kívül a mozgást, az emésztést és a légzést egyaránt megnehezíthetik.
A leggyakrabban a gerinc, a combnyak, a medence és a csukló csontjai törnek el az osteoporosis következtében. A legsúlyosabb esetekben egy kis tömegű tárgy felemelése, egy nagyobb hajolás vagy egy erős köhögés is törést okozhat, sőt akár a saját testsúlya alatt is összeroppanhatnak egy ember csigolyái.
Az öregkori combnyaktörések több hétig teljesen mozgásképtelenné teszik az érintetteket. A csontok összeforrása jóval lassabban halad, mint fiatalkorban, ezért a hosszú ágyhoz kötöttség miatt megnő a tüdőgyulladás és a felfekvések kialakulásának veszélye. A combnyak gyógyulása után is csak lassan sikerül megtanulni újra magabiztosan járni, és a törött láb ettől kezdve életre szólóan gyengébb marad. A combnyaktörés mindenképpen műtéti beavatkozást igényel, az operáció és a betegség esetleges szövődményei viszont tovább gyengítik az embert, a legrosszabb esetben maradandó mozgáskorlátozottságot vagy akár halált is okozhatnak.

## Diagnózis
Az osteoporosis kimutatására a csontsűrűségmérés a legalkalmasabb módszer. Ilyenkor egyrészt a csont ásványianyag-tartalmát (főként a kalcium és foszfát mennyiségét), másrészt a szervesanyag-tartalmát (pl. kollagén-rostok) kell megállapítani.
A csontsűrűségnek nincs egy mindenkor érvényes viszonyítási száma, hanem minden esetben az azonos nemű és hasonló életkorú egészséges emberek átlagértékéhez kell viszonyítani a kapott eredményt.
A leggyakrabban a röntgenes (pl. DEXA) és az ultrahangos vizsgálatokat alkalmazzák.
A röntgenfelvételeken az esetleges törések is jól látszanak, ezért a diagnózis felállításán túl a betegség nyomon követésében is fontos szerepe van a különböző időpontokban készült felvételek összehasonlításának.
A laboratóriumi vizsgálatok a kalcium-, a foszfát- és a hormonszint mérésére egyaránt alkalmasak.
A diagnózis része a csonttörési rizikó megállapítása is. Ez egy becsült érték, amely azt mutatja ki, hogy a betegnek milyen valószínűséggel törnek el a csontjai a vizsgálatot követő tíz éven belül. A WHO által összeállított angol nyelvű becslési kérdőív szabadon hozzáférhető: http://www.shef.ac.uk/FRAX/tool.jsp?locationValue=16

## Megelőzés
Mivel a csontritkulás mértékét nagyban befolyásolja, hogy milyen erős a fiatalkor végén a csontozat, a megelőzés döntő jelentőségű.
Ennek alapvető lehetőségei:

### Rendszeres fizikai aktivitás
Főleg kisgyermekkorban a mozgás (sok ugrálás, szökdécselés) különösen előnyös[forrás?].

### Megfelelő ásványianyag-pótlás
D-vitaminban, fehérjékben és kalciumban gazdag táplálkozás.[forrás?]
Az Indiana University - Purdue University Indianapolis kutatói kimutatták, hogy a fiatalon felépített kemény, vastag külső csontréteg időskorban is nagymértékben megmarad, ezért a szivacsos, belső csontrétegek pusztulását éppen a gyermek- és fiatalkori sportolással lehet leghatékonyabban ellensúlyozni.

## Kezelés
A csontritkulás kezelése hasonló alapelvekre épül, mint a megelőzés. 
A legfontosabbak:

### Rendszeres testmozgás
Az adott fizikai állapothoz igazított, torna, gyógytorna.[forrás?]

### Ásványi anyag és vitaminpótlás
Gondoskodás a szükséges kalcium- és D-vitaminbevitelről.
A klimaxon túl lévő nőknek napi min. 1200 mg kalciumra és 2000 NE (nemzetközi egységnyi) D-vitaminra van szükségük. Azoknak, akik nem kapnak hormonpótló kezelést, vagy akik rendszeresen szedtek szteroidokat, a minimális kalciumszükségletük 1500 mg. 65 éves kor fölött már mindenkire ez a mennyiség vonatkozik. 
A kalciumkészítmények alkalmanként székrekedést okozhatnak. Ez esetben több folyadékot kell inni, és rostokban gazdagabb táplálkozásra kell áttérni. A kalcium-foszfát és a kalcium-citrát jóval kevésbé okoz székrekedést, mint a többi kalcium-só, ezért az sem mindegy, milyen terméket választunk a kalciumpótláshoz. 
A súlyosabb esetekben szükség lehet rendszeres gyógyszeres hormonkezelésre is.

### Kalciumban gazdag ételek
- halak
- tojássárgája
- mandula
- brokkoli
- szója
- zabpehely